# Axinella vermiculata
Axinella vermiculata är en svampdjursart som beskrevs av Thomas Whitelegge 1907. Axinella vermiculata ingår i släktet Axinella och familjen Axinellidae. Inga underarter finns listade i Catalogue of Life.